# はじめての経験
「はじめての経験」（はじめてのけいけん）は、真野恵里菜のメジャー2枚目のシングル（インディーズから通算して5枚目）。2009年5月20日に発売。

## 概要
初回生産限定盤AはDVDがついており、初回生産限定盤Bにはブックレットが封入されていた。また、初回生産限定盤A、B、Cともイベント抽選シリアルナンバーカードが封入されていた。通常盤はCDのみである。 
ミュージック・ビデオや音楽番組では、バックダンサーとしてハロプロエッグの和田彩花、前田憂佳、福田花音、関根梓、小川紗季、古峰桃香以上6名が出演している。
TBS『メガデジ』エンディング・テーマ、TBSオリジナルネットドラマ『恋する星座』テーマソング。
前作に比べ、曲のテンポが速くなっている。

## 収録曲
全作詞：三浦徳子　作曲：KAN
1. はじめての経験
編曲：たいせい
2. ナキムシ・ヨワムシ
編曲：corin.
3. はじめての経験(Instrumental)

## 参加ミュージシャン
はじめての経験
- プログラミング：たいせい・KAN
- コーラス：新堂敦士・仁科かおり